# Callistachys
Callistachys é um género botânico pertencente à família Fabaceae.